# جون دريك (صحفي)
جون دريك (بالإنجليزية: John Drake)‏ هو صحفي نيوزلندي، ولد في 22 يناير 1959 في أوكلاند في نيوزيلندا، وتوفي في 13 ديسمبر 2008 في Mount Maunganui ‏ في نيوزيلندا.

## وصلات خارجية
- جون دريك عل موقع إسبنسكروم (الإنجليزية)